# Guy Solente
Guy Solente, né le 20 juillet 1921 à Paris 14e et mort le 11 mai 2011 à Montreuil (Seine-Saint-Denis), est un coureur cycliste français, spécialiste du demi-fond.

## Biographie
Guy Solente, né à Paris 14e, grandit à Arcueil et pratique avant le vélo la gymnastique à Cachan. Il commence au Vélo Club d'Arcueil-Cachan dirigé par Camille Foucaux. Il est qualifié pour la finale du Premier pas Dunlop de 1939 qui n'est pas disputée. Il court ensuite sous les couleurs du Vélo Club de Levallois et gagne la finale en 1940. Sa carrière débutante est interrompue par la Seconde Guerre mondiale. Georges Wambst l'oriente vers le demi-fond.

## Palmarès sur route
- 1939
  - Prix Vauffrey à Cachan
- 1940
  - Premier pas Dunlop
- 1941
  - 3e du Critérium de France des sociétés (zone occupée)
- 1947
  - Critérium des Porteurs de Journaux
  - Paris-Cayeux
  - Paris-Dreux
  - 2e du Grand Prix de Thizy
  - 2e de Paris-Orléans
  - 2e de Paris-Gien
  - 3e de Paris-Mantes
- 1950
  - 2e du Critérium des Porteurs de Journaux[4]

## Palmarès sur piste
- 1951
  -  Médaillé de bronze du championnat de France de demi-fond en mars.
  -  Médaillé d'argent du championnat de France de demi-fond en juin.
- 1953
  -  Médaillé de bronze du championnat de France de demi-fond.
- 1954
  -  Médaillé de bronze du championnat de France de demi-fond.

## Images externes
- Le premier pas Dunlop 1940 Gaumont-Pathé archives